# Tenture des scènes d'opéra, de tragédie et de comédie

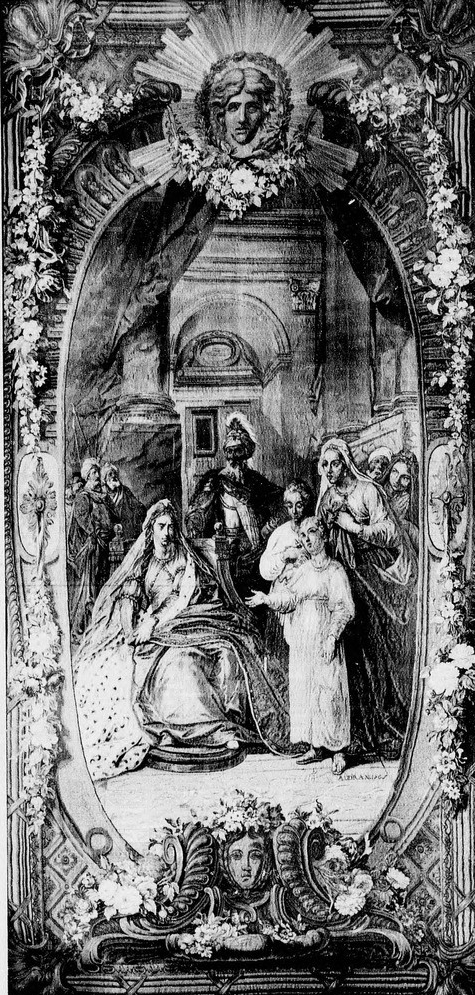
D'après Charles-Antoine Coypel, Athalie interrogeant Joas, tapisserie signée Autran, 1763,, issue d'un catalogue de vente du 29 juin 1898.

La tenture des scènes d’opéra, de tragédie et de comédie est un ensemble tissé dans les années 1760 par Michel Audran et Pierre-François Cozette d’après Charles-Antoine Coypel et Clément Belle.
L’ensemble reprend les quatre pièces de la tenture de Dresde et ajoute les pièces dites du fragment d’opéra pour former la tenture des scènes d’opéra, de tragédie et de comédie.

## Description
Un catalogue de vente du 29 juin 1898 décrit les pièces de la tenture comme suit : 

« Les sujets, d’une admirable tonalité et d’une charmante composition, sont compris dans des médaillons ovales, ornés de cannelures à leur partie supérieure et encadrés de pendentifs de fleurs, interrompus, en haut, par un masque du soleil et, en bas, par un mascaron placé entre deux volutes godronnées. Chaque médaillon se détache sur un fond bleu décoré d’un treillis et d’un semis de quartefeuilles. La bordure est formée de faisceaux de baguettes roses enrubannées et reliées aux angles par des cartouches et des feuillages. »

## Œuvres et modèles

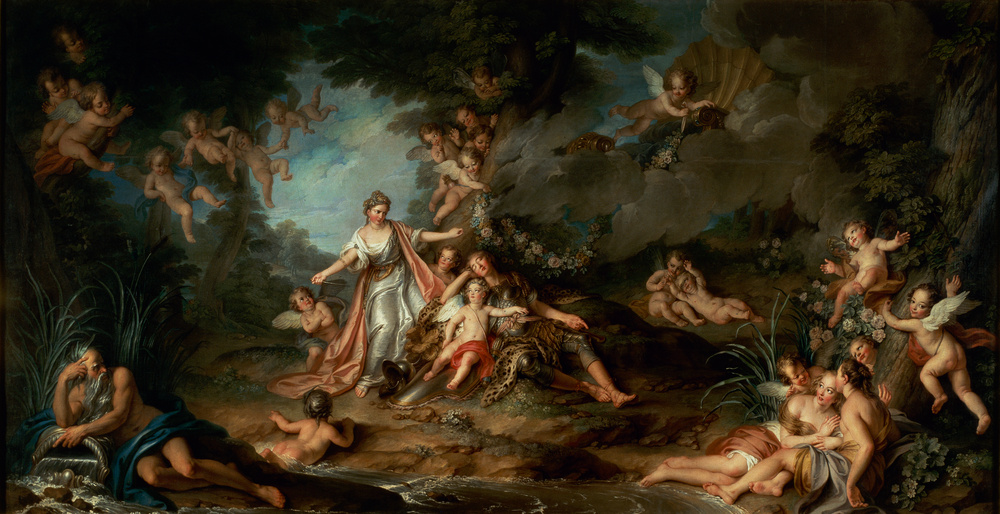
Renaud endormi, carton d'après Charles-Antoine Coypel, 1733, musée des beaux-arts de Nantes.
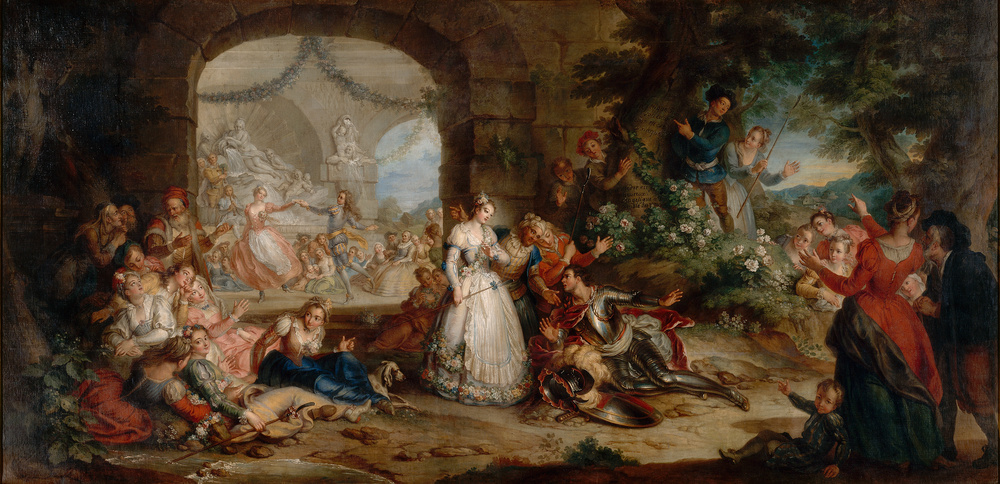
Noces d'Angélique ou Roland, carton d'après Charles-Antoine Coypel, 1733, musée des beaux-arts de Nantes.
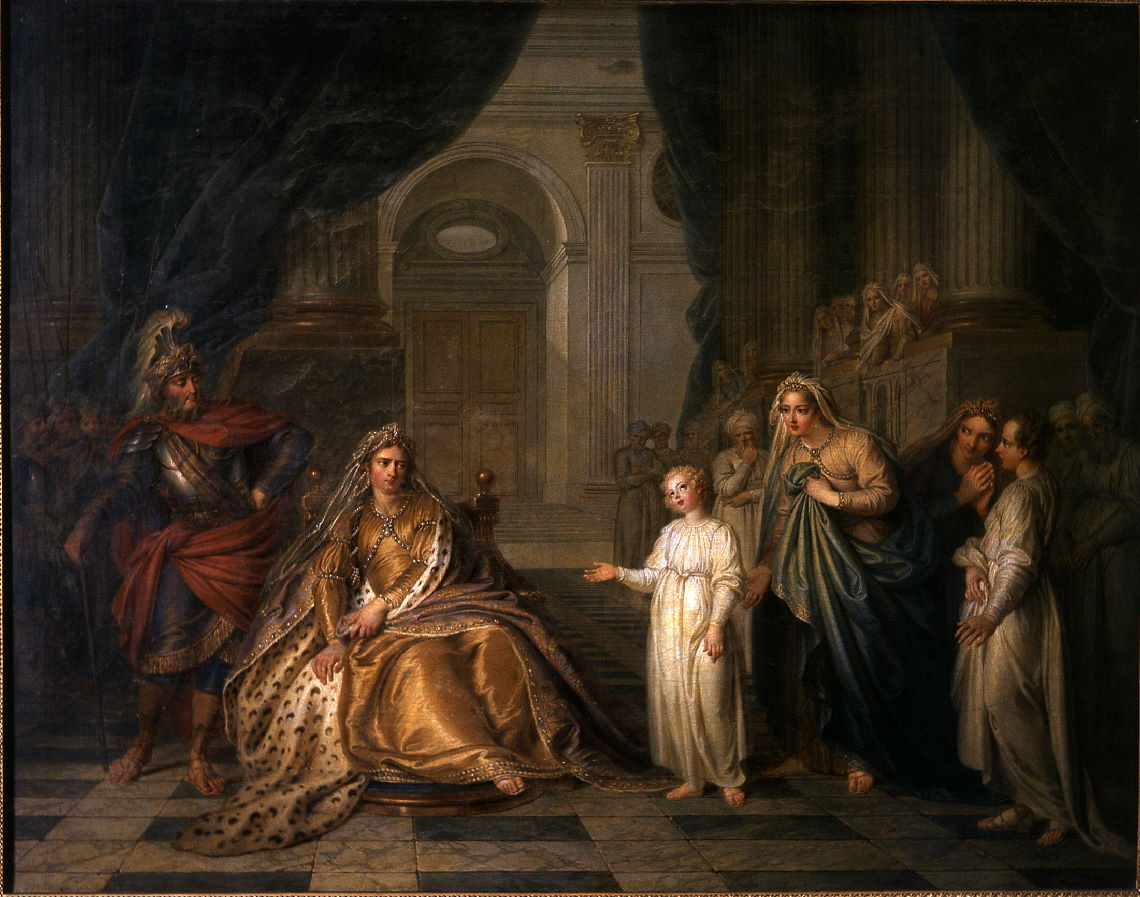
Athalie interrogeant Joas, copié par Clément Belle pour la manufacture des Gobelins, 1747, musée de Niort.
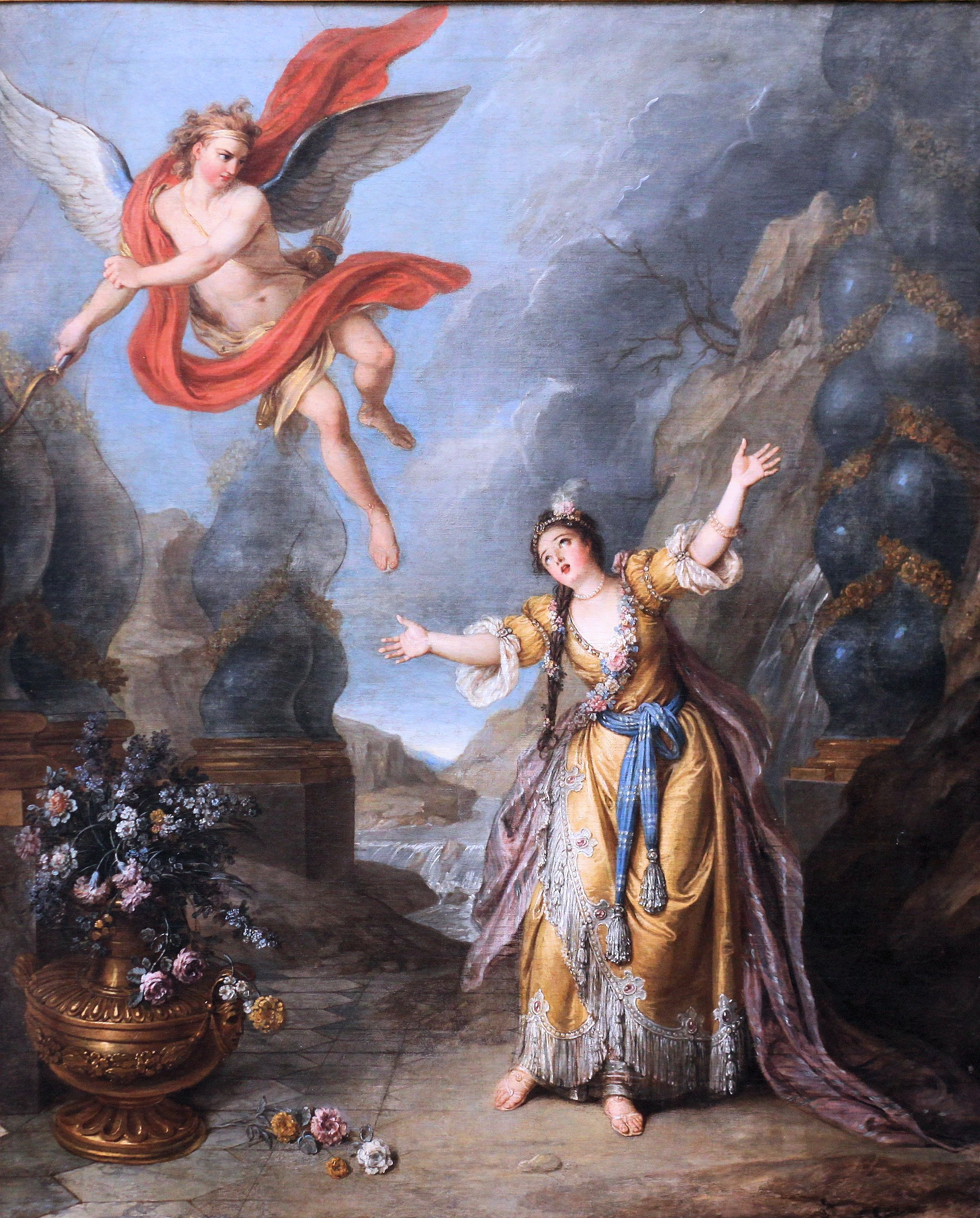
Psyché abandonnée par l'Amour, original de Coypel ayant servi de modèle pour la tapisserie du même nom. 1748. Palais des Beaux-Arts de Lille. Sur le thème de Psyché de Molière.
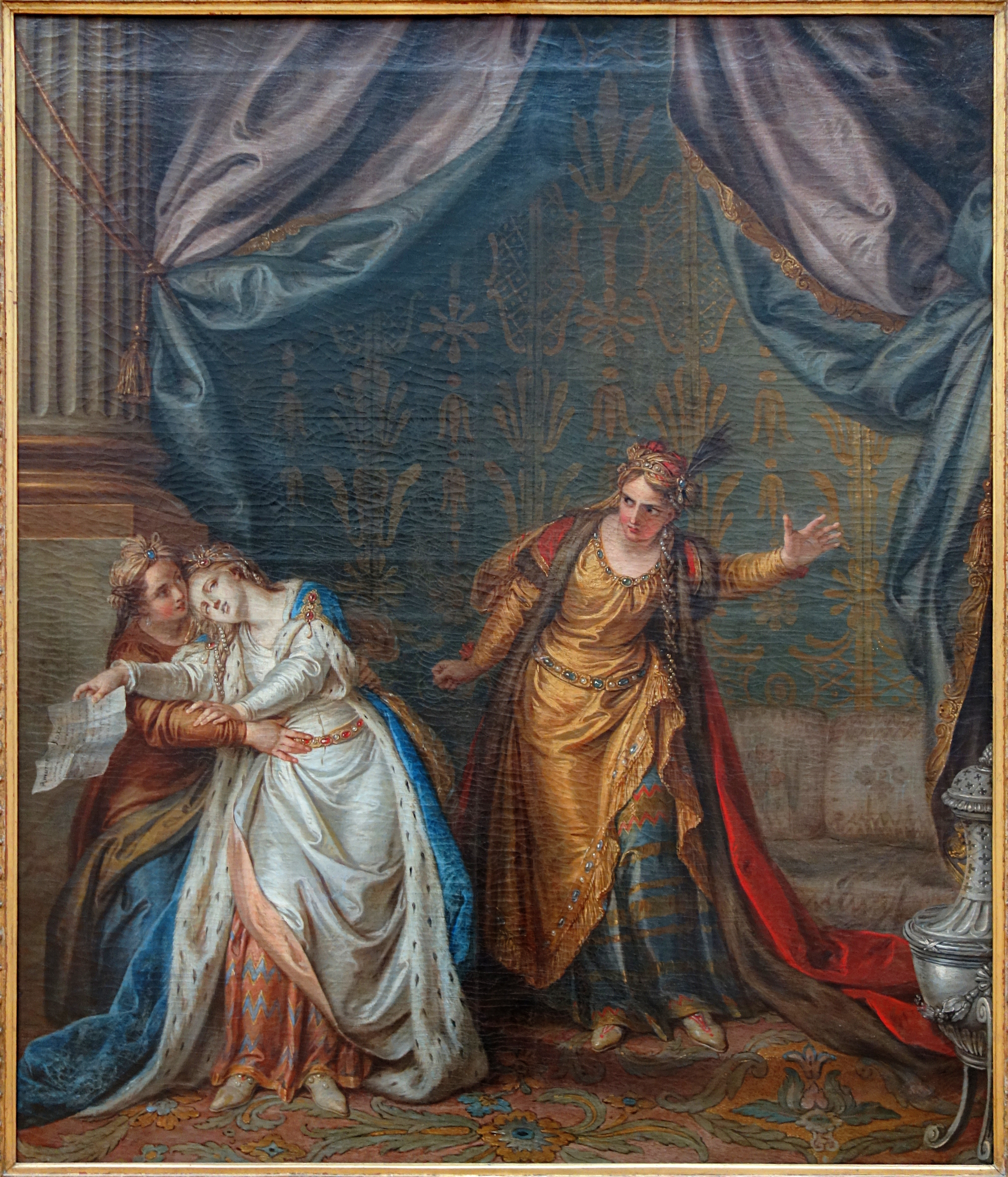
L'évanouissement d'Atalide, original de Coypel ayant servi de modèle pour la tapisserie Roxane et Atalide. 1748. Palais des Beaux-Arts de Lille. Sur le thème de Bajazet de Racine.
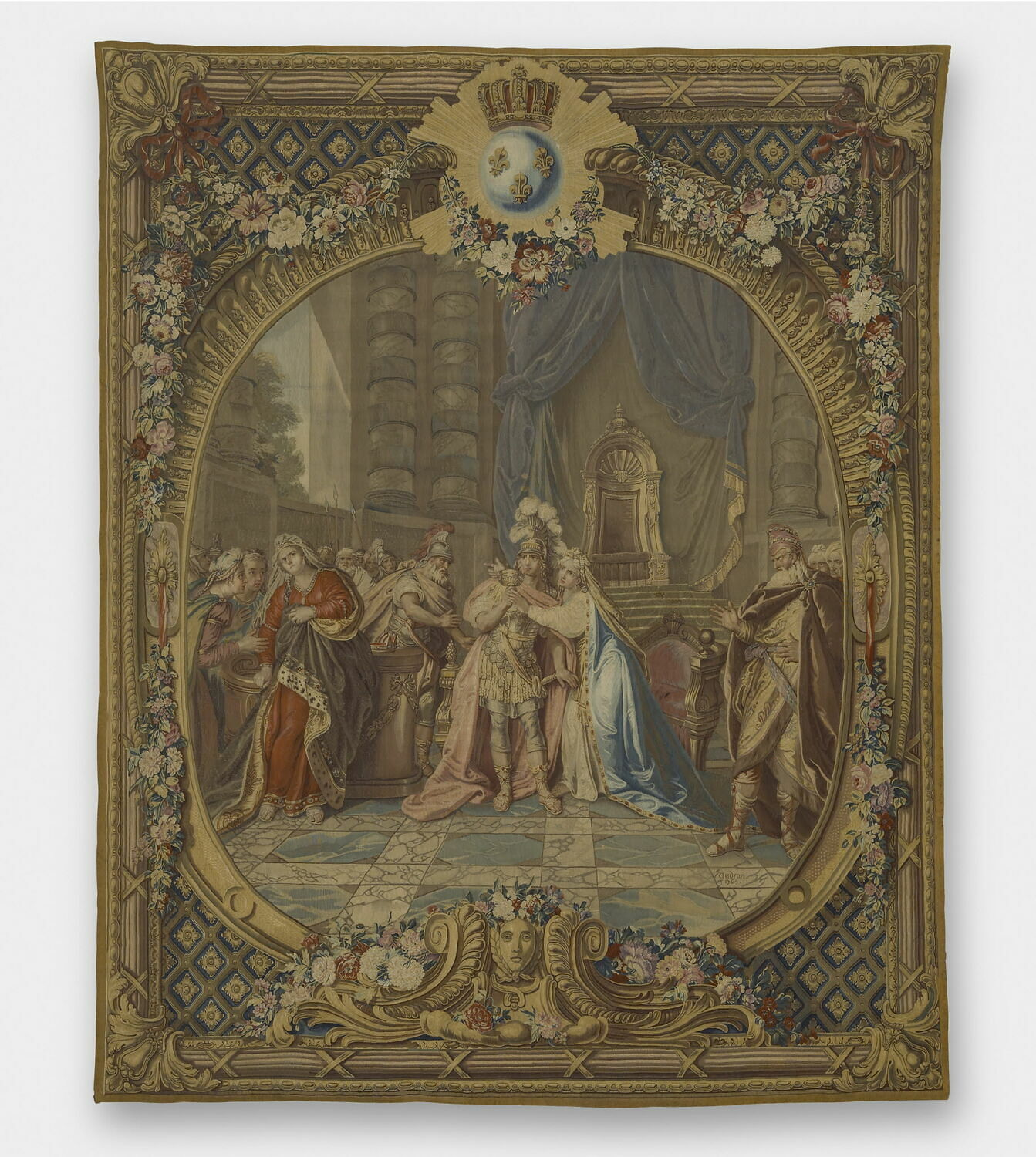
Rodogune, d'après Charles-Antoine Coypel, exécuté par Michel Audran aux Gobelins, 1764, Musée du Louvre. Sur le thème de Rodogune de Corneille.
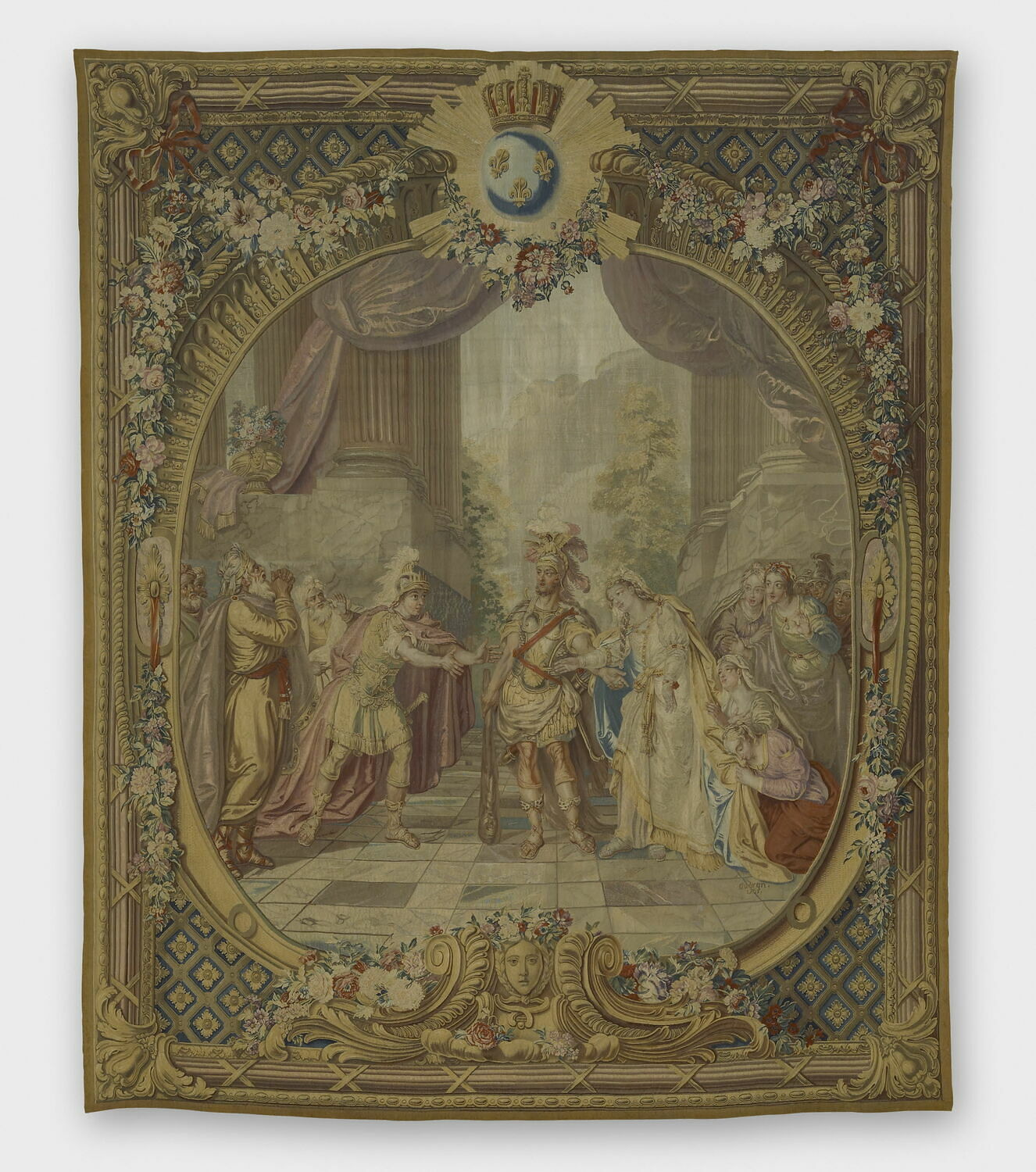
Alceste, d'après Charles-Antoine Coypel, exécuté par Michel Audran aux Gobelins, 1765, Musée du Louvre. Sur le thème de Alceste de Quinault.
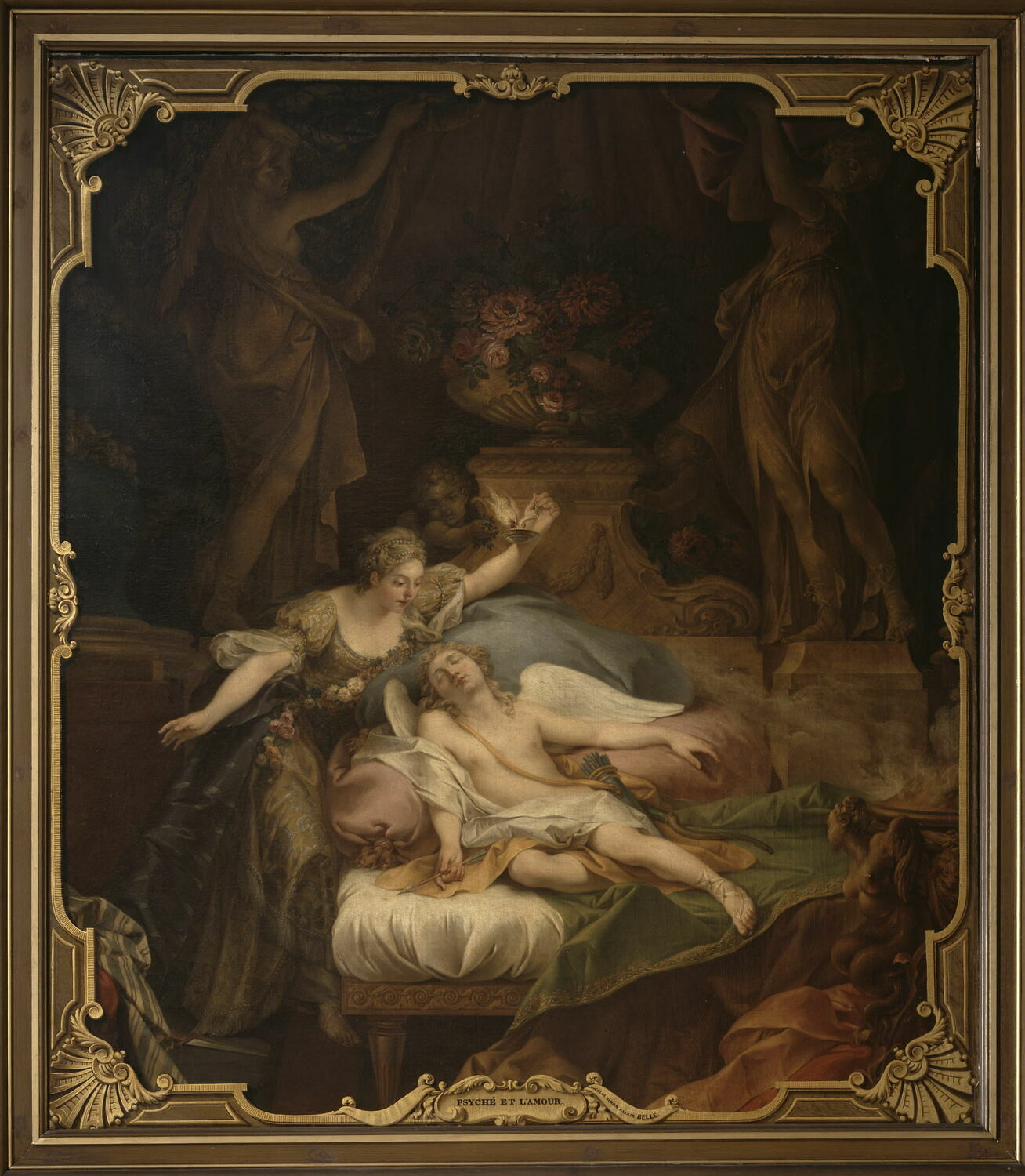
Psyché regardant l'Amour endormi, par Clément Belle, 1767, Musée du Louvre.